# Законът на Картър
„Законът на Картър“ (на английски: Get Carter) е американски екшън филм от 2000 г., римейк на британския филм Хванете Картър от 1971 г.
Режисьор е Стивън Кей, участват Силвестър Сталоун, Мики Рурк, Майкъл Кейн.
Филмът не е приет добре от критиката. За играта си Сталоун е номиниран за Златна малинка в категорията „Най-лош актьор“.

## Дублаж
През 2007 година има български дублаж на Диема Вижън. Екипът се състои от:
| Преводач            | Бисер Пачев                                                                                           |
| Режисьор на дублажа | Димитър Кръстев                                                                                       |
| Тонрежисьор         | Венцислав Станков                                                                                     |
| Озвучаващи артисти  | Даниела Йорданова Христина Ибришимова Силви Стоицов Георги Георгиев-Гого Христо Узунов Тодор Георгиев |

1. ↑  www.imdb.com //   Посетен на 7 април 2016 г.
2. 1 2 3 4  stopklatka.pl //   Посетен на 7 април 2016 г.
3. 1 2 3 4 5 6 7 8 9 10  www.bbfc.co.uk //   Посетен на 7 април 2016 г.
4. 1 2  www.filmaffinity.com //   Посетен на 7 април 2016 г.
5. 1 2 3  www.interfilmes.com //   Посетен на 7 април 2016 г.
6. 1 2  www.metacritic.com //   Посетен на 7 април 2016 г.